# Săgeata (gmina)
Săgeata – gmina w Rumunii, w okręgu Buzău. Obejmuje miejscowości Banița, Beilic, Bordușani, Dâmbroca, Găvănești, Movilița i Săgeata. W 2011 roku liczyła 4949 mieszkańców.